# Беат Льєбанський
Беат або Беатус Льє́банський (ісп. Beato de Liébana, ~730 — ~800) — монах, богослов і картограф з ранньосередньовічного християнського Астурійського королівства (сучасна Кантабрія на півночі Іспанії), який працював і жив у горах Пікос-де-Європа в регіоні Льєбана. Відомий як автор «Коментаря до Апокаліпсису» і Беатової карти.

## Біографія

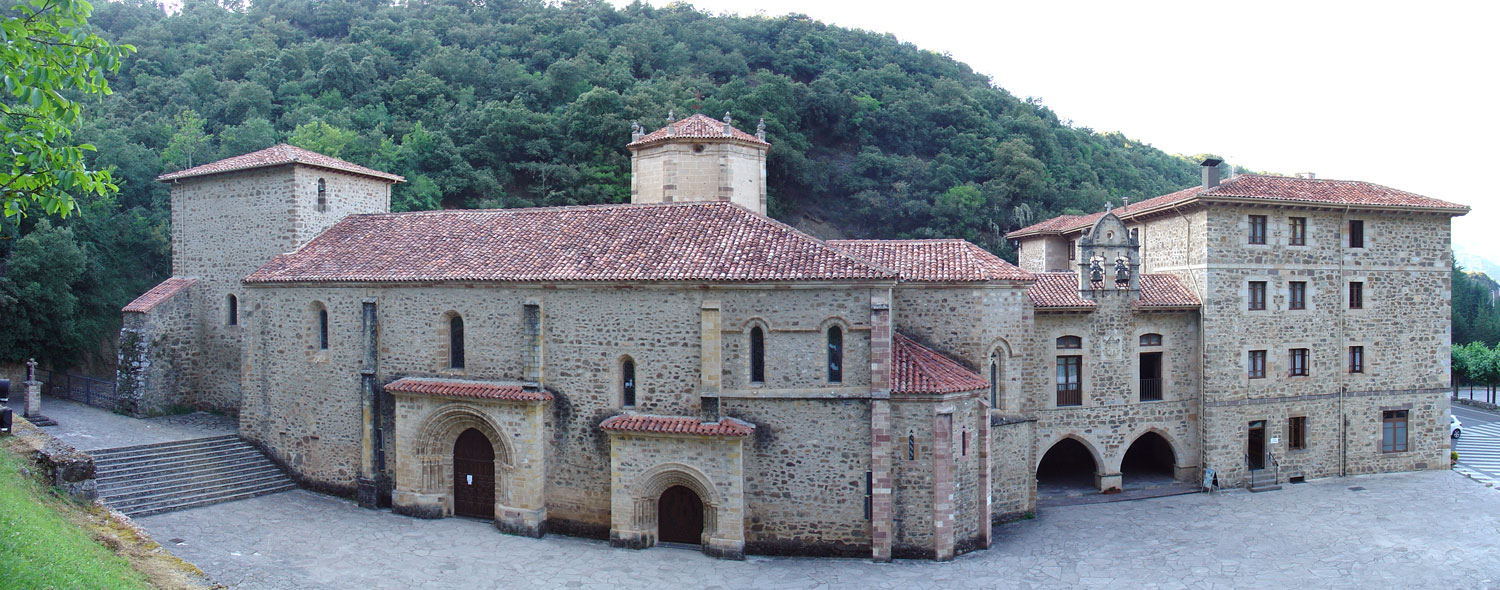
Монастир Санто-Торібіо де Льєбана

Беат імовірно народився та виріс у Льєбані, скорше за все у бідній родині. В якості духівника королеви Адозінди, дружини короля Сіло Астурійського, і наставника Алкуїна Йоркського і Етеріуса з Осми, Беат набув впливу і авторитету серед сучасників.
Сьогодні Беат найбільш відомий як автор «Коментаря до Апокаліпсису», написаного в 776 році, згодом переробленого в 784 році і знову в 786 році. Коментар був досить популярний у Середньовіччі і зберігся принаймні в 34 рукописах (зазвичай вони мають власну назву «Beatus») з X по XVI століття. Не всі рукописи є повними, а деякі існують лише у фрагментарному вигляді. Двадцять шість з цих ілюмінованих рукописів розкішно оздоблені в мосарабському, романському або готичному стилі.

## Автор і богослов

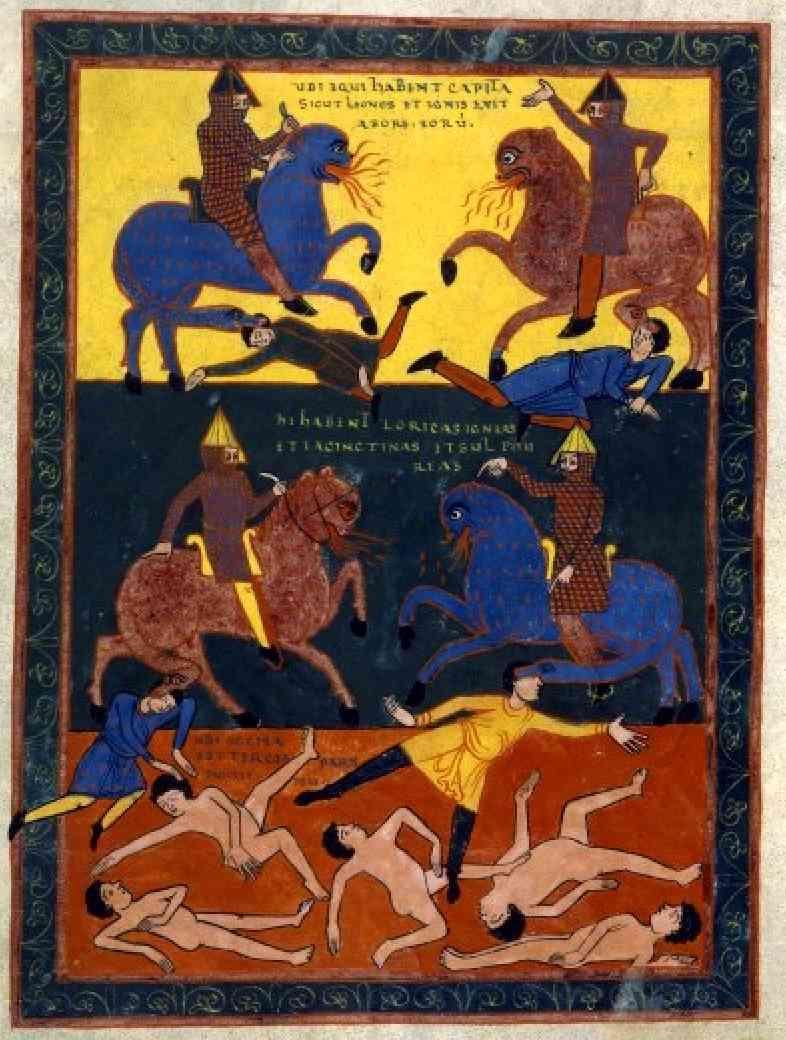
Левоголові вогнедишні коні (Одкр. 9:16-19), Sen-Sever Beatus.

«Коментар до Апокаліпсису» — це твір, що демонструє велику ерудицію автора, але не пропонує оригінальних ідей і складається переважно з компіляцій. Беат включає довгі уривки з текстів Отців Церкви та Докторів Церкви, особливо Аврелія Августина, Амвросія Медіоланського, Тиконія, Іренея Ліонського та Ісидора Севільського. Він додає до них коментарі Єроніма до книги пророка Даниїла.
Беат був рішучим супротивником адопціоністської христології, яка пропагувалась на Піренейському півострові засновником адопціонізму Еліпандом, єпископом Толедо і єпископом Феліксом Уржельским. Еліпанд і Фелікс стверджували, що Ісус в своїй людській природі був усиновленим з Божої благодаті сином Божим, підкреслюючи тим самим відмінність між божественною і людяною сутність Христа. Беат та інші противники адопціонізму, такі як Алкуїн і Паулін II з Аквілеї, побоювалися, що ця точка зору настільки розділить особу Спасителя, що реальність втілення буде втрачена. Крім того, багато богословів були стурбовані тим, що адопціонізм на їх думку був новою версією несторіанства, висунутого Несторієм. Ця дискусія в основному завершилась зі смертю прихильників.
Твори Беата вважався символом християнського опору мусульманам, які панували на більшій частині Піренейського півострова (див. Аль-Андалус) у ранньому середньовіччі.

## Беатова карта

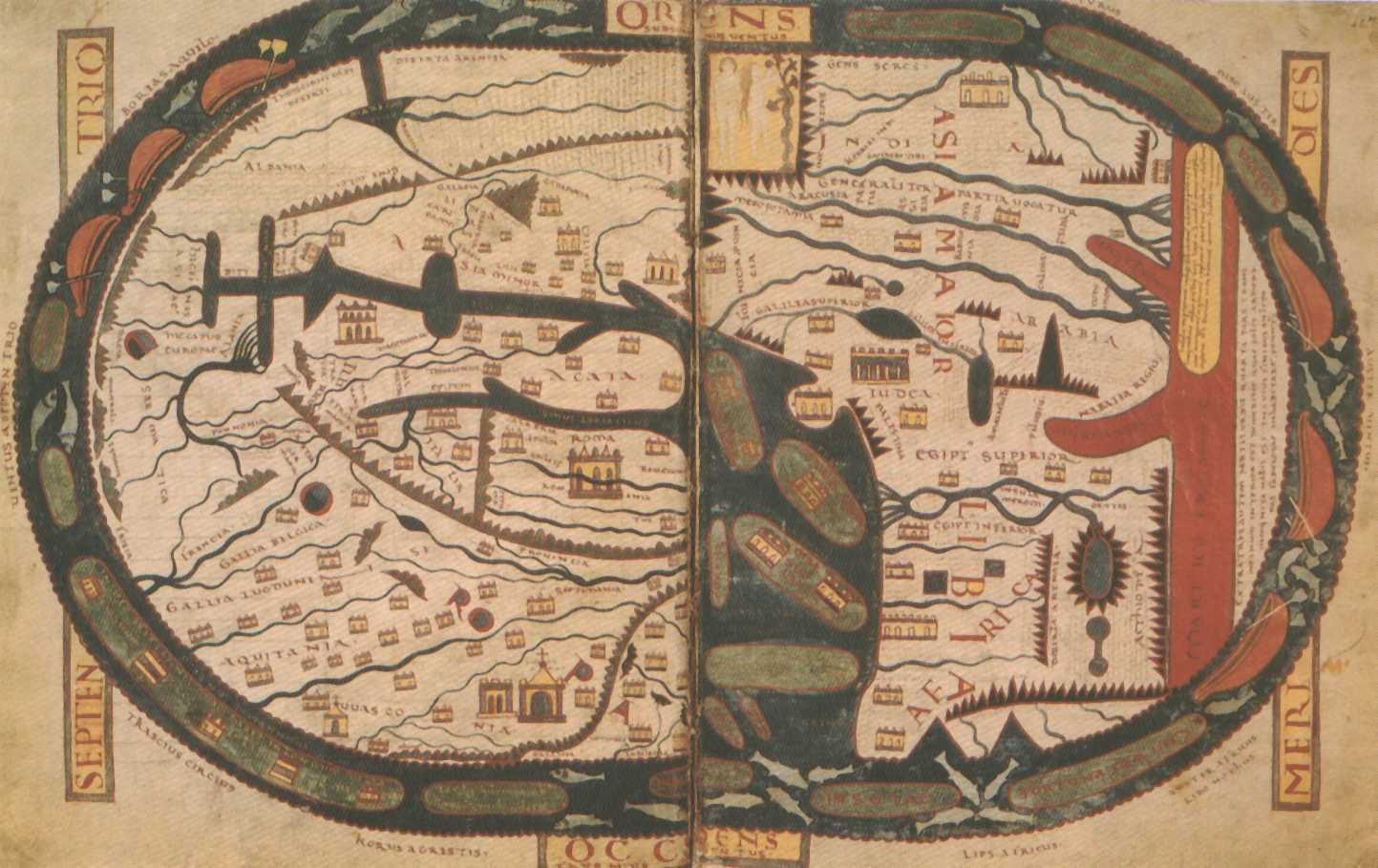
Беатова карта з копії «Коментаря до Апокаліпсісу» Sen-Sever Beatus.

Також широко відома карта, що наводилась Беатом у до «Коментаря до Апокаліпсісу» — Беатова карта, перший приклад так званик карт типу «Т і О» «Orbis terrae», які в подальшому набули в ередньовічній Європі значного поширення. Ця середньовічна карта світу (Mappa Mundi) є одним з найважливіших картографічних творів європейського раннього середньовіччя і була створена Беатом на основі інформації, що міститься в Біблії, а також в творах Ісидора Севільського та Клавдія Птолемея. Головна мета цієї карти була не надати картографічно точне зображення світу та його континентів, а проілюструвати регіони місіонерської діяльності Апостолів.